# Glockenberg (Altenau)
Der Glockenberg ist eine 512,5 m ü. NHN hohe Erhebung in Altenau im Oberharz.

## Geographie
Der Glockenberg liegt zentral in Altenau. Seine Erhebung ist maßgeblich verantwortlich für die Aufteilung Altenaus in fünf Täler. Das flache Bergplateau fällt in nordnordöstlicher und südöstlicher Richtung in das Tal der Oker mit der dortigen Breiten Straße und der Großen Oker ab. Am dortigen Bergrücken verlaufen die Oberstraße mit ihrer Fortsetzung als Bergstraße nach Nordwesten, wo der Glockenberg in das Tal der Rotenbeek mit der Schwefelquelle und dortigen Rothenberger Straße abfällt. Einzig in südsüdöstlicher Richtung steigt der Glockenberg über die Rose zum Bruchberg hin an. Gegenüber dem Glockenberg erhebt sich im Norden der Schwarzenberg, im Osten der Mühlenberg, im Südosten der Kunstberg und im Westen der Rotenberg.

## Ferienpark Glockenberg

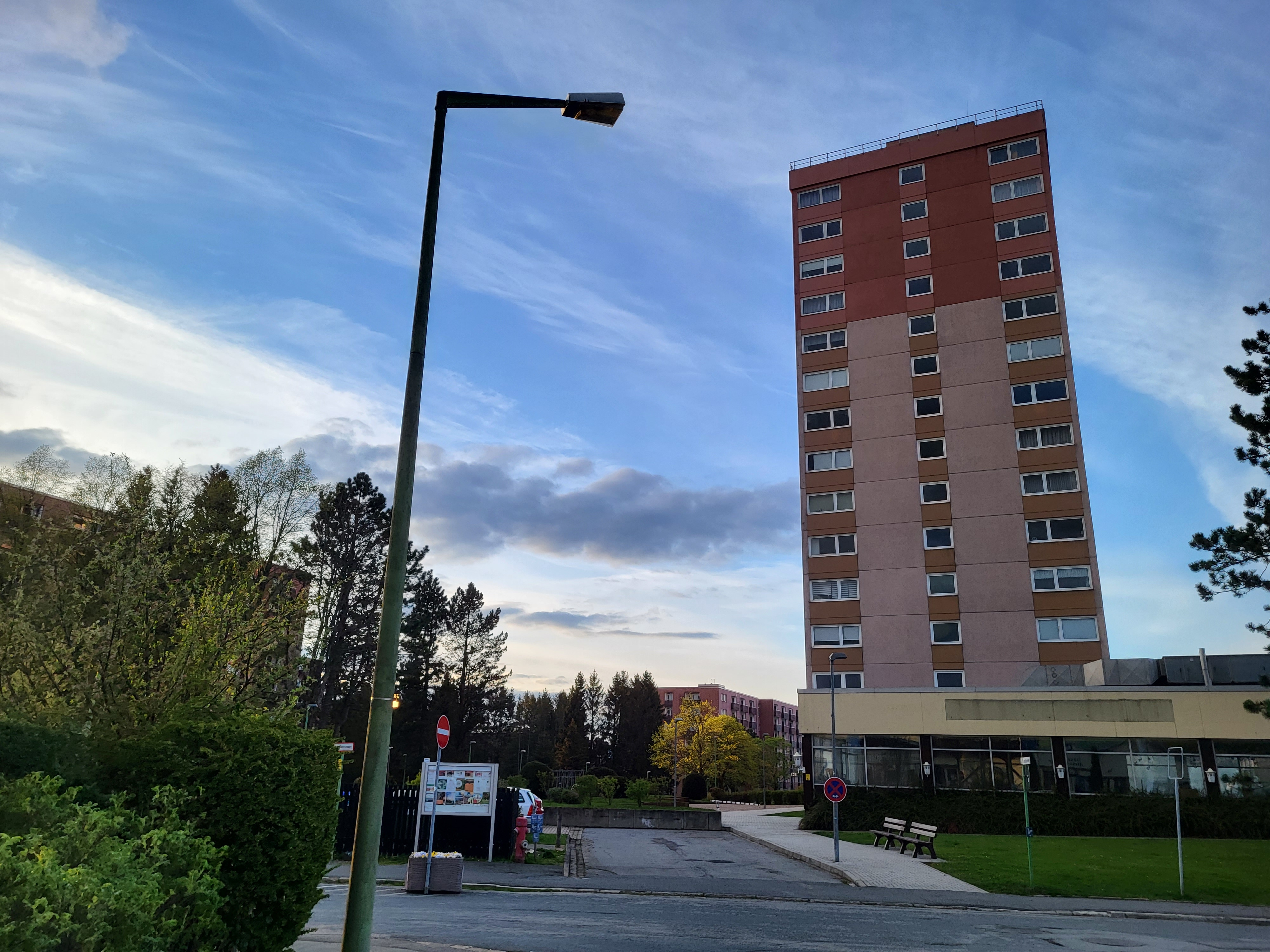
Ferienpark Glockenberg

Bis in die 1950er Jahre war der Glockenberg eine unbewaldete Bergfläche, welche als Weide für Kühe und Ziegen der Einwohner der Bergstadt Altenau diente. Im Bereich der Rose und des Glockenbergweges wurden ab 1957 die ersten Häuser errichtet, da der Wohnraum durch den Zuzug von Kriegsvertriebenen knapp wurde. Unter den ersten Gebäuden war auch die damalige Jugendherberge. Erste Beratungen über den Bau eines Ferienparks auf dem bis dahin unbebauten Glockenberg fanden am 4. Juni 1968 statt und sollten eine Antwort auf den steigenden Bedarf an Ferienwohnungen in der Stadt stellen. In einer Pressemitteilung vom 5. Dezember 1968 erläuterten Bürgermeister Förster und Architekt Rudolf Engelhardt das Projekt zum Ferienpark, welcher aus vier bis sechsgeschossigen Appartementhäusern mit 700 Appartements bestehen soll. Kernstück soll ein zwölfgeschossiges Hotel mit 210 Betten, Kongresszentrum, Kegelbahn und Restaurant sein. Ergänzt werden soll die Anlage durch ein Hallenbad mit Außenbecken und eine Eissporthalle. Finanziert werden soll das Projekt durch einen Millionenkredit der Gemeinde, welcher durch eine Bürgschaft des Landes abgesichert ist. Dazu kommen Einlagen der zukünftigen Wohnungsinhaber und Investoren.
Als Vorbild des Projekts diente der Ferienpark in Heiligenhafen. 1970–1972 ließ die Engelhardt-Gruppe aus Hannover für 100 Millionen DM den Ferienpark Glockenberg durch die Frankfurter Firma Philipp Holzmann errichten. Hierfür wurde eigens ein Wohnlager für rund 100 jugoslawische Bauarbeiter eingerichtet, welches bis zum März 1972 bestand. Baubeginn war am 1. April 1970 bei 80 Zentimeter Schneelage und die Grundsteinlegung erfolgte am 28. Oktober desselben Jahres. Der Ferienpark umfasst neun Hochhäuser mit bis zu 14 Stockwerken (Haus HH mit Panoramacafè), in denen sich über 1200 Wohnungen befinden. Kritiker nannten das Projekt seinerzeit als Manhattan im Harz, der Geschäftsführer der Engelhardt-Gruppe Hans-Georg Ungefug tat dies mit der Bemerkung ab: „Bei so großen Projekten spielen ästhetische Bedenken keine Rolle.“ Neben den Hochhäusern errichtete man auch weitere Ringstraßen mit Wohngebäuden sowie ein städtisches Wellenbad (Aqua-Polaris), eine Eissporthalle, einen Supermarkt und Boutiquen, eine Kegelbahn, mehrere Restaurants und einen Kindergarten auf dem Glockenberg. Bereits ein Jahr nach der Eröffnung 1973 konnten schon etwa 900 der 1200 Appartements vermittelt werden. 1978/79 folgte am Rand des Ferienparks der Bau der katholischen St.-Oliver-Kirche.

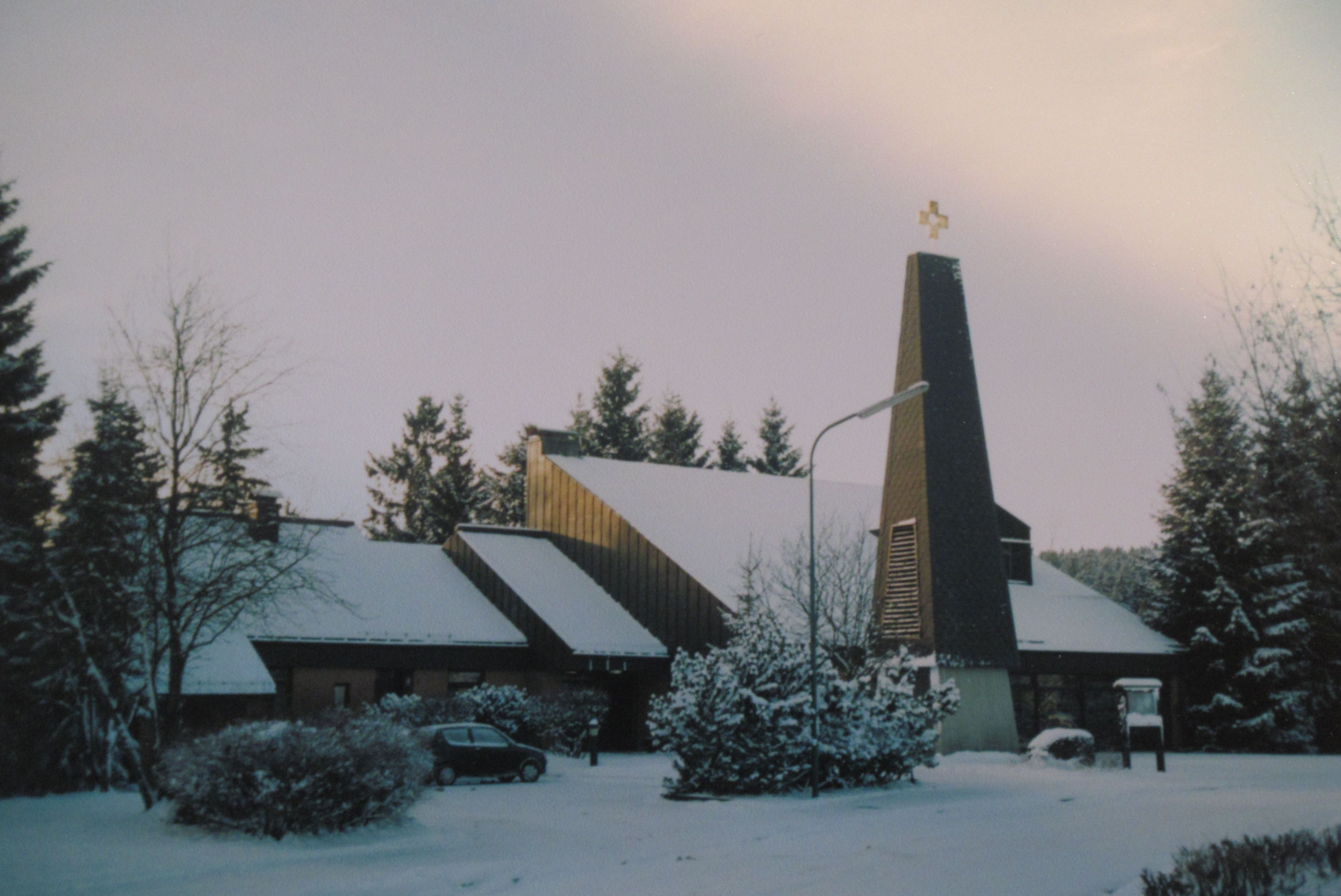
St.-Oliver-Kirche

Mit der Erstellung des Ferienparks kam durch die Bauaufsichtsbehörde die Auflage, den Brandschutz in den Hochhausbauten adäquat sicherzustellen, da die bisherige Ausstattung der örtlichen Feuerwehr in Altenau hierfür nur bedingt ausreichte. Daher hatte sich die Engelhardt Gruppe verpflichtet, der Stadt ein entsprechendes Hubrettungsfahrzeug in Form einer Drehleiter zu kaufen und es der Stadt kostenlos zu übereignen.
Nach der Wende sanken die Übernachtungszahlen in Altenau bis in die 2010er Jahre ab. Dies lag an der Möglichkeit, nun auch Urlaub im Ostharz zu machen, wo durch Fördergelder bessere und modernere Unterkünfte entstanden, als auch an veralteten Wohnungsstandards im Ferienpark Glockenberg. Dies hatte zur Folge, dass es Leerstände in Wohnungen, Restaurants und Geschäfte im Ferienpark gab. Erst mit der Modernisierung von Ferienwohnungen konnten wieder mehr Übernachtungen im Ferienpark vermerkt werden. Der Leerstand von Restaurants und Geschäften ist jedoch nach wie vor aktuell. Das ehemalige Panorama Café im Haus HH wurde zu einer Penthouse Wohnungen umfunktioniert.

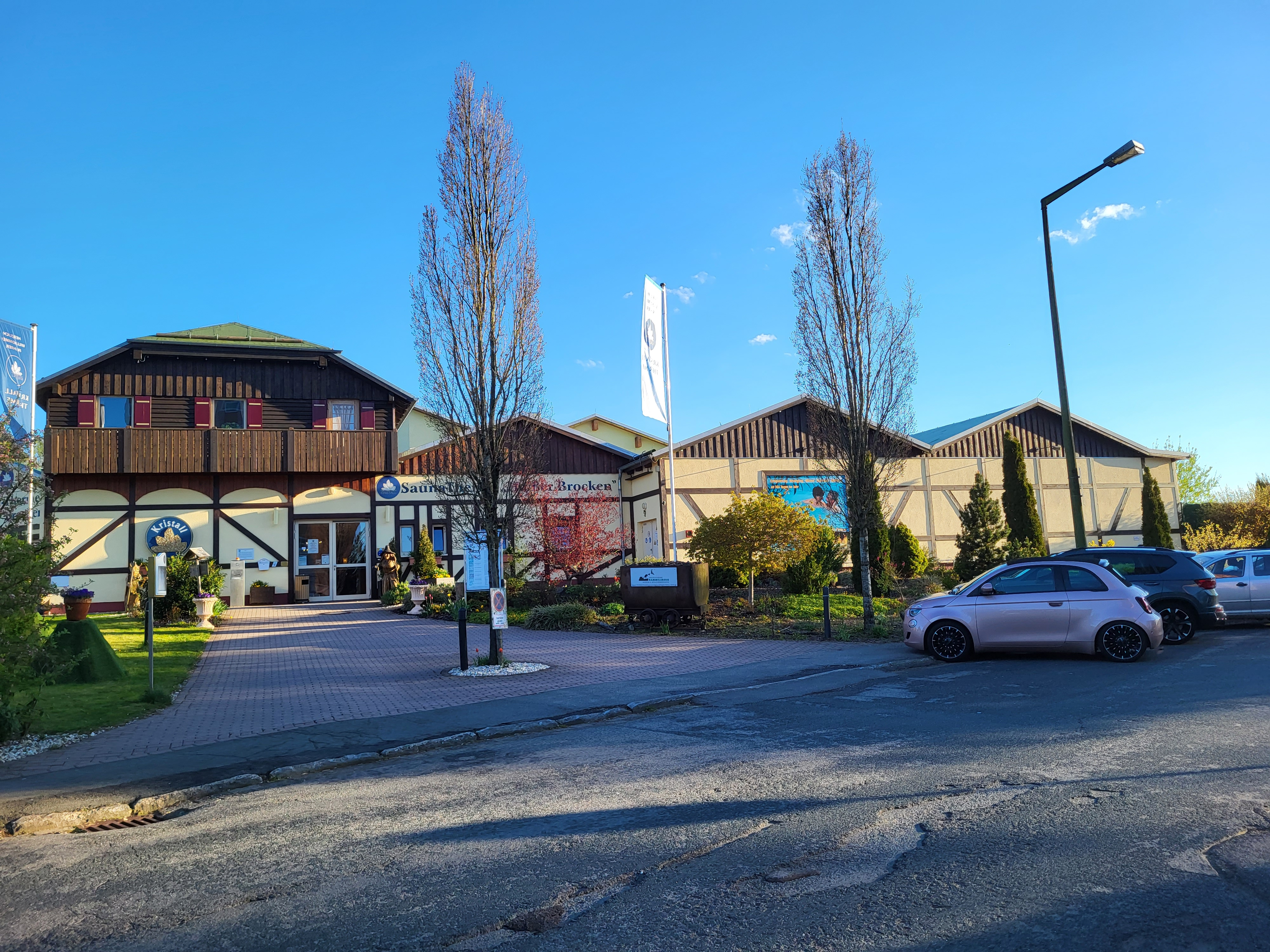
Kristall-Saunatherme Heißer Brocken

Sehr hohe Kosten entstanden der damaligen Samtgemeinde Oberharz jedes Jahr durch den Betrieb des Gebäudekomplexes Aqua-Polaris, bestehend aus Wellenschwimmbad und Eissporthalle, der in den 1970er Jahren erbaut und an die hohen Touristenzahlen der 1970er und 1980er Jahre angepasst war. Auf dem Gelände des ehemaligen Wellenbades befindet sich seit 2007 die zur Kristall Bäder AG aus Stein gehörende Thermalsole- und Saunalandschaft „Heißer Brocken“ bestehend aus 5 Saunen (75 bis 100 °C) sowie einem Innen- und fünf Außenbecken (1,5 % bis 12 % Solegehalt).
Die Sankt Oliver Kirche wurde im Juni 2025 profaniert. Heute gehören die Katholiken in Altenau zur Pfarrgemeinde St. Nikolaus in Clausthal-Zellerfeld.

## Namensherkunft

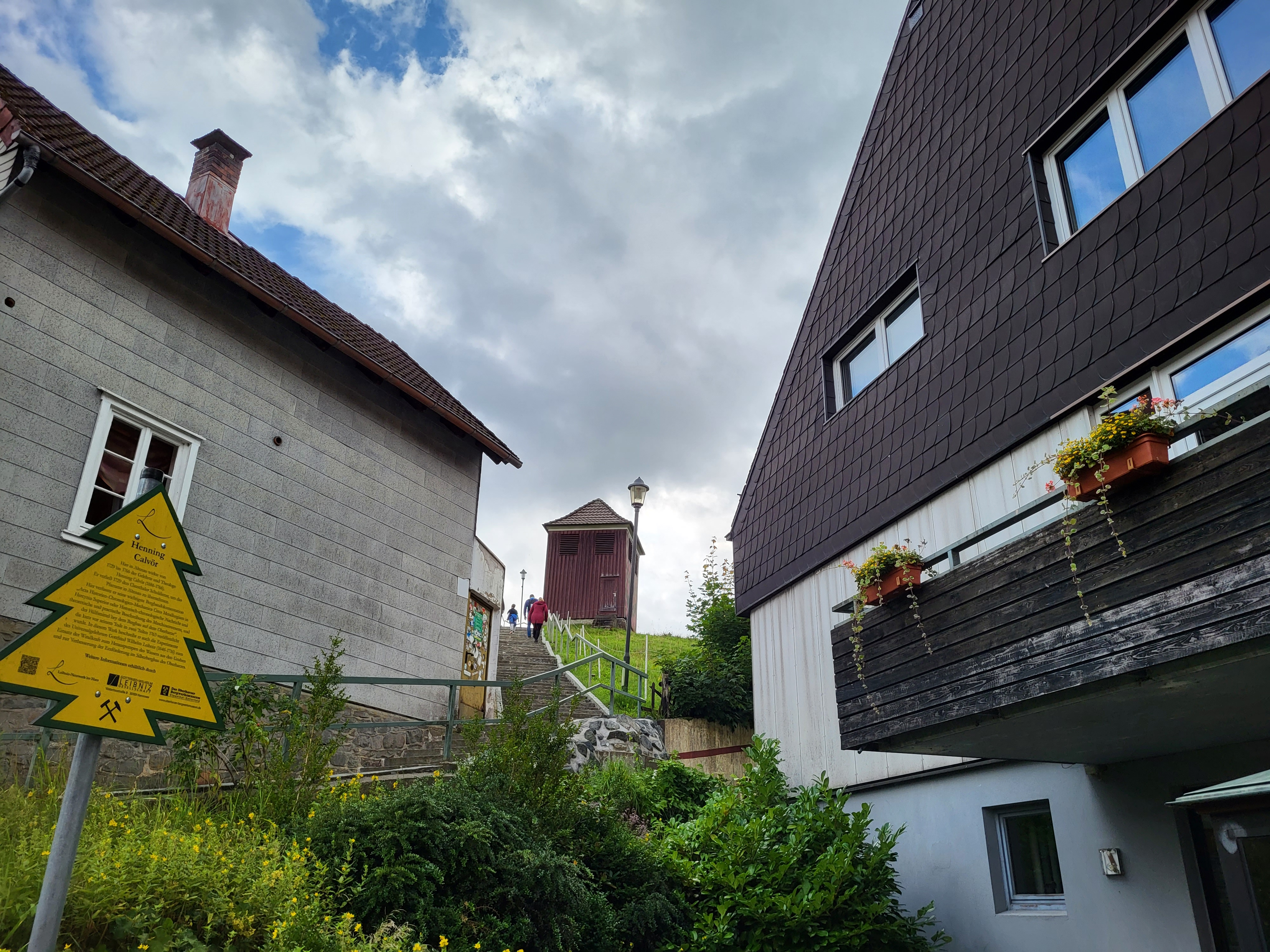
Glockenhaus

Aufgrund des umwundenen Tales, in dem Altenau liegt, gab es Zweifel, ob Glocken vom Standort der St.-Nikolai-Kirche in der Bergstraße aus in der ganzen Stadt zu hören sind. Daher baute man 1648 ein separates Glockenhaus etwa hundert Meter entfernt auf dem Glockenberg. 1806 erfolgte ein Neubau an selber Stelle. Das Glockenhaus hat drei Läutglocken und steht zusammen mit der Kirche, dem Pfarrhaus und dem ehemaligen Küsterhaus in der Oberstraße unter Denkmalschutz. Die erste Glocke wurde 1603 genannt. Somit erhielt der Berg seinen Namen.